# PZL M26 Iskierka
A PZL M26 Iskierka az 1980-as években a lengyel WSK PZL-Mielec repülőgépgyárban tervezett és gyártott kiképző és gyakorló repülőgép, mely műrepülésre is használható. Az Egyesült Államokba eladott példányai M26 Airwolf néven ismertek.

## Története
Az 1980-as évek elején fejlesztették ki a WSK PZL-Mielec repülőgépgyárban Krzysztof Piwek főkonstruktőr irányításával.  A gépet a civil és katonai pilóták alapfokú kiképző gépének szánták, amely alkalmas műreplésre és műszerrepülés oktatására is. A géphez több elemet átvettek a WSK-Mielecnél a Piper Seneca II licenc-változataként gyártott PZL M20 Mewa könnyű szállító repülőgépből. Onnan származik a függőleges vezérsík az oldalkormánnyal, valamint a főfutók. Emellett a törzs hátsó része és a szárny egyes része is konstrukciós szempontból hasonlóak a Mewához.
Tervezése 1981-ben kezdődött. 1983-ra készültek el az előzetes tervek. valamint a gép makettje. A 150 kW maximális teljesítményű PZL-Franklin 6A-350C1 hathengeres boxermotorral felszerelt, SP-PIA lajstromjelell ellátott első prototípus, az M26-00 jelű gép 1986. július 15-én hajtotta végre első felszállását. A második prototípusba a nagyobb teljesítményű, műrepülésre is alkalmas kenési rendszerrel ellátott 224 kW-os Lycoming AEIO–540–L1B5D hathengeres boxermotort építették. Az M26–01 jelű gép kezdetben az SP-PIB lajstromjelet kapta, majd átlajstromozták SP-DIB jelzésőre. A második prototípus 1987. június 24-én repült első alkalommal. Később ilyen motorok kerültek a sorozatgyártású gépekbe is.
A gép 1991-ben kapta meg a típusengedélyt, majd a következő évben a prototípusokat tesztelték a lengyel légierő dęblini repülőiskolájában. 1997-ben az Egyesült Államokban, majd később Ausztráliában is típusengedélyt kapott a gép.
Csak egy kisebb, 14 darabos sorozat készült a gépből. Ezek közül nyolc darab 1996-tól kezdődően az Egyesült Államokba került, ahol Airwolf néven ismert a gép. 1998-ban Két gépet Venezuela vásárolt meg a nemzeti gárdája számára. A többi négy gép Lengyelországban maradt. A megépített 14 gépen túl további megrendelések nem érkeztek.  
A gépből további változatok kifejlesztését is tervezték. Ilyen volt a lengyel határőrség részére egy légi rendészeti járőrgép terve. Felmerült továbbá a cseh Walter M601 légcsavaros gázturbina beépítése is megrendelői igény esetén. Ezek közül azonban egyik sem valósult meg.

## Műszaki jellemzői
Hagyományos aerodinamikai kialakítású, alsószárnyas, egymotoros, alapvetően fémépítésű repülőgép, melynek egyes szerkezeti elemei kompozit anyagúak. A törzs, a szárnyak és a vezérsíkok is félhéjszerkezetűek.
A pilótafülke tandem elrendezésű. Elöl a növendék, hátul az oktató munkahelye található. Az oktató hátsó ülése 150 mm-el magasabban helyezkedik el. A pilótafülke fedele egyrészes, plexiből készült, bal oldalra nyitható, vészhelyzetben ledobható. A pilótafülkét kettőzött kezelőszervekkel látták el, a megrendelő kívánsága szerint a Bendix/King, vagy a Collins műszereivel szerelhető fel. 
A szárny téglalap alaprajzú. Egyfőtartós, fémszerkezetű, félhéj szerkezet, a szárnybekötéseknél két segédtartóval. A szárnyakban helyezték el az összesen 377 l befogadóképességű üzemanyagtartályokat.
A futómű tricikli elrendezésű, behúzhatók. A főfutók megegyeznek a Mewa főfutóival. Az orrfutó kereke behúzott állapotban kilóg a törzsből, ezáltal hasraszállás esetén csökkenti a törzs és a légcsavar sérülését.
A sorozatgyártású példányokba a műrepülésre is alkalmas  Lycoming AEIO–540–L1B5D típusú, 224 kW felszálló teljesítményű, hathengeres, léghűtéses, benzinüzemű boxermotort építették be a törzs orr részébe. A motor egy háromtollú, 1,9 m átmérőjű fém légcsavart hajt. A gép Hoffmann és Harzell típusú légcsavarokkal is felszerelhető.
Beépített fegyverzete nincs. A katona célú kiképzőgép funkcióhoz azonban előkészítették gyakorló fegyverzet és katonai célú elektronikai berendezések befogadására. Felszerelhető fotógéppuskával és kisméretű légibombák hordozásához a szárnyra bombazár rögzíthető.

## Üzemeltetők
- Lengyelország – 4 db
- USA – 8 db
- Venezuela – 2 db (a Nemzeti Gárda kötelékében)

## Műszaki adatai

### Geometriai méretek és tömeg-adatok
- Fesztáv: 8,60 m
- Hossz: 8,30 m
- Magasság: 2,96 m
- Szárnyfelület: 14,00 m²
- Üres tömeg: 940 kg
- Maximális felszálló tömeg: 1400 kg
- Üzemanyag: 377 l

### Motor
- Motorok száma: 1 db
- Típusa: Lycoming AEIO–540–L1B5D hathengeres, léghűtéses, benzinüzemű boxermotor
- Maximális (felszálló) teljesítmény: 224 kW (300 LE)

### Repülési jellemzők
- Maximális sebesség: 330 km/h
- Legnagyobb megengedett sebesség: 400 km/h
- Emelkedőképesség: 7 m/s
- Hatótávolság: 1620 km

## Külső hivatkozások
- A gyártó PZL Mielec honlapja